# أندرو ماكدونالد (لاعب كرة الماء)
أندرو ماكدونالد (بالإنجليزية: Andrew McDonald)‏ هو لاعب كرة الماء أمريكي، ولد في 19 أكتوبر 1955 في فانكوفر في كندا.

## وصلات خارجية
- أندرو ماكدونالد على موقع الاتحاد الدولي للسباحة (الإنجليزية)
- أندرو ماكدونالد على موقع قاعة مشاهير السباحة الأمريكية (الإنجليزية)
- أندرو ماكدونالد على موقع اللجنة الأولمبية الدولية (الإنجليزية)
- أندرو ماكدونالد على موقع أوليمبيديا (الإنجليزية)